# Grzegorz Bartosz
Grzegorz Bartosz (ur. 21 lipca 1950) – polski uczony, profesor nauk biologicznych. 

## Życiorys
Specjalizuje się w  biochemii reaktywnych form tlenu, biofizyce, oraz gerontologii. Członek korespondent krajowy Polskiej Akademii Nauk od 2010 roku, pracownik Katedry Biofizyki Molekularnej na Wydziale Biologii i Ochrony Środowiska Uniwersytetu Łódzkiego. Kierownik Katedry Biochemii i Biologii Komórki na Wydziale Biologiczno-Rolniczym Uniwersytetu Rzeszowskiego. Członek Rady Naukowej Instytutu Biologii Medycznej Polskiej Akademii Nauk oraz Instytutu Immunologii i Terapii Doświadczalnej im. Ludwika Hirszfelda Polskiej Akademii Nauk. W latach 2014–2019 Członek Zarządu Głównego Polskiego Towarzystwa Biofizycznego.